# Di Junge
Di Junge – grupa amerykańskich literatów języka jidysz. Należeli do niej Zishe Landau, Mojsze Lejb Halpern, H. Leivick, Israel Jacob Schwartz, Mani Leib Brahinsky, Reuben Eisland, Józef Opatoszu, Abraham Moses Dillon, David Ignatoff, Berl Lapin.